# Ötödik Köztársaság (Franciaország)
Az Ötödik Köztársaság Franciaország jelenlegi köztársasági államberendezkedése, amelynek megalapítását Charles de Gaulle személyéhez kötik, illetve az 1958. október 4-én elfogadott alkotmányhoz. Az Ötödik Köztársaság a Negyedik Köztársaság összeomlása után született. A korábbi parlamentáris köztársaságot félelnöki rendszer, vagy duális hatalmi rendszer váltotta fel, amelyben a hatalom a miniszterelnök mint kormányfő, és az elnök mint államfő, között oszlik meg. De Gaulle, akit elsőként választottak meg elnöknek ebben az új rendszerben, 1958 decemberében, hitt az erős államfőben, aki az ő leírása szerint "l'esprit de la nation", azaz "a nemzet lelke".
Az Ötödik Köztársaság Franciaország mindez ideig második leghosszabb ideig fennálló politikai rezsimje, az Ancien régime (15. század - 1792) örökletes és feudális monarchiái után, ezt követi a parlamentáris Harmadik Köztársaság (1879–1940).

## Kezdetei
A Negyedik Köztársaság összeomlásának kiváltója az 1958-as algíri válság volt, amely az egész országot politikai válságba taszította. Ebben az időben Franciaország még gyarmattartó hatalom volt, de a gyarmati rendszer felbomlásának konfliktusokat okozó folyamatai már elérték. Francia Nyugat-Afrika, Francia Indokína és Francia Algéria képviselőket delegált a francia parlamentbe egy korlátozott választójogra épülő rendszerben a Francia Unión belül, amely a francia gyarmatbirodalmat váltotta (ahogy a Nemzetközösség a Brit Birodalmat). Az Európai Franciaországtól (France métropolitaine vagy la Métropole) való elszakadási törekvések különösen Algériában voltak erősek, bár itt volt a legmagasabb a francia népesség aránya. A feszültség itt nagyon magas volt, hiszen a népesség egy része – például a fehér telepesek („pieds-Noirs”, a „feketelábúak”) – a szeparatista törekvések ellenségei voltak. Az algériai háború nem egyszerűen függetlenségi harc volt, hanem egy polgárháború jegyeit is magán hordozta. Tovább bonyolította a helyzetet, amikor a francia hadsereg egy része fellázadt, és a szeparatisták legyőzésére létrejött francia algériai mozgalom (Front pour l’Algérie française) mellé állt.
Charles de Gaulle, aki már egy évtizeddel korábban visszavonult a politikától, a válság idején visszatért és arra szólított fel, hogy függesszék fel a kormányt és hozzanak létre új alkotmányos rendszert. De Gaulle-t hatalomra segítette, hogy a parlament képtelen volt kormányt választani, tüntetések voltak, a Negyedik Köztársaság utolsó parlamentje feloszlatta önmagát és alkotmányozó gyűlést hívott össze.
A Negyedik Köztársaság sok bajjal küzdött. Nem volt politikai konszenzus, gyenge volt a végrehajtó hatalom, és gyors egymásutánban buktak meg a kormányok a második világháborút követően. Mivel egy párt, vagy koalíció sem volt képes többséget biztosítani, a miniszterelnökök nem vállalták a kockázatát, hogy népszerűtlen reformokba kezdjenek.
De Gaulle és követői olyan rendszert ajánlottak, amelyben erős elnököt választanak hét évre. A javasolt alkotmány szerint az elnöknek megvolna a végrehajtó hatalma, hogy vezesse az országot, konzultálva a miniszterelnökkel, akit ő nevez ki. 1958. június 1-én Charles de Gaulle-t kinevezték kormányfőnek, és június 3-án egy alkotmánytörvény felhatalmazta az új kormányt, hogy dolgozzon ki új alkotmányt Egy másik törvény felhatalmazta de Gaulle-t és kabinetjét, hogy legfeljebb hat hónapig rendeletekkel kormányozzon, kivéve a polgárok bizonyos alapvető jogait illető ügyekben (mint a büntető törvénykönyv). Mindezeket a terveket az 1958-as francia alkotmánynépszavazáson a szavazók több, mint 80 százaléka támogatta. Az új alkotmányt 1958. október 4-én szavazta meg a parlament.. Mivel Franciaországban minden új alkotmány új köztársaságot jelent, ezzel véget ért a Negyedik Köztársaság és elkezdődött az Ötödik Köztársaság.
Az alkotmány 90-, 91- és 92-es cikkelyei átmeneti rendelkezésként meghosszabbították a rendeleti kormányzást az új intézmények felállításáig.  René Coty maradt az államelnök az új elnök megválasztásáig. December 21-én egy elektori testület Charles de Gaulle-t választotta meg köztársasági elnöknek. Az ideiglenes alkotmányos bizottság az alkotmánytanáccsal egyetértésben 1959. január 9-én hirdette ki a választás eredményét. Az új elnök ezen a napon lépett hivatalba, és kinevezte Michel Debrét miniszterelnöknek.
Az 1958-as alkotmány a Francia Uniót Francia Közösségre cserélte, ami 14 korábbi tagterület számára (Algériát nem beleértve) lehetővé tette függetlenségük kinyilvánítását. 1960 e függetlenedési hullám miatt vált „Afrika éve” néven emlegetetté. Algéria 1962. július 5-én lett független.

## Fejlődése
Az elnököt kezdetben elektori testület választotta, de 1962-ben de Gaulle azt javasolta, hogy az elnököt a jövőben a szavazók közvetlenül válasszák, és népszavazást is tartottak a kérdésről. Bár de Gaulle módszereit és szándékait a gaullisták kivételével a legtöbb politika csoportosulás vitatta, a választók jóváhagyták a változtatást. Az alkotmánytanács visszautasította, hogy döntést hozzon a népszavazás alkotmányosságáról.
Az elnököt eredetileg hét évre választották. A 2000-ben tartott alkotmányról szóló népszavazás ezt öt évre csökkentette, hogy csökkentse a kohabitáció, azaz az olyan helyzetek kialakulásának az esélyét, hogy az elnök és a parlamenti többség ellentétes pártszínezetű. Az ilyen politikai feszültséggel és döntésképtelenséggel fenyegető helyzetek azért alakulhattak ki, mert különböző volt az elnök és a parlament mandátumának hossza (az utóbbié öt év), ezért az elnökválasztást és a parlamenti választásokat nem tudták időben egymáshoz közel megrendezni.
Az elnököt két fordulóban választják. Az első fordulóban csak akkor tekinthető egy jelölt megválasztottnak, ha megszerzi a szavazatok több, mint felét. Ha nincs ilyen jelölt, a második fordulóba az első két helyen végzett jelölt jut. Így az elnököt biztosan abszolút többséggel választják meg.
Az 1970-es években két jelentős változás történt az alkotmányos fékek és ellensúlyok tekintetében. 
Hagyományosan a francia alkotmányos rendszer a parlamenti felsőbbség elvén működött, azaz senkinek nem volt hatalma felülbírálni, hogy a parlament egyes döntései nem sértik-e a polgárok alkotmányos jogait. 1971-ben az alkotmánytanács, azzal érvelve, hogy az alkotmány preambuluma az 1789-es Emberi és polgári jogok nyilatkozatában meghatározott jogokra és az 1946-os alkotmány preambulumára hivatkozik, azt a következtetést vonta le, hogy a parlamenti határozatoknak tiszteletben kell tartaniuk ezeket a jogokat. Ezzel érvelve részben alkotmányellenesnek mondott ki egy határozatot, amely sértette az egyesülési szabadságot. Alkotmányossági vizsgálatot azonban csak a köztársasági elnök, a miniszterelnök, vagy a két házelnök kérhetett egy törvény megszavazása előtt, ami jelentősen csökkentette annak az esélyét, hogy ilyen kérelem szülessen, ha egyszer mind a négy hivatalnok ugyanabból a politikai csoportosulásból való. 1974-ben a kérelmi jogot kiszélesítették, és most már a nemzetgyűlés 60, vagy a szenátus 60 tagja is kérhet ilyen vizsgálatot. Ettől fogva az ellenzék is megvizsgáltathatja a vitatott határozatok alkotmányosságát.

## Elnökei
A gaullisták kékkel, a szocialisták rózsaszínnel, a centristák kékeszölddel vannak feltüntve.
| Elnök                    | élt       | Hivatalban        | Hivatalban                                  | Pártja        |
| ------------------------ | --------- | ----------------- | ------------------------------------------- | ------------- |
| Charles de Gaulle        | 1890–1970 | 1959. január 8.   | 1969. április 28. (lemondott)               | UNR, majd UDR |
| Alain Poher              | 1909–1996 | 1969. április 28. | 1969. június 15. (ideiglenes)               | PDM           |
| Georges Pompidou         | 1911–1974 | 1969. június 15.  | 1974. április 2. (hivatalát töltve meghalt) | UDR           |
| Alain Poher              | 1909–1996 | 1974. április 2.  | 1974. május 19. (ideiglenes)                | PDM           |
| Valéry Giscard d’Estaing | 1926-2020 | 1974. május 19.   | 1981. május 21.                             | UDF           |
| François Mitterrand      | 1916–1996 | 1981. május 21.   | 1995. május 17.                             | Szocialisták  |
| Jacques Chirac           | 1932–2019 | 1995. május 17.   | 2007. május 16.                             | RPR, majd UMP |
| Nicolas Sarkozy          | sz. 1955  | 2007. május 16.   | 2012. május 15.                             | UMP           |
| François Hollande        | sz. 1954  | 2012. május 15.   | 2017. május 14.                             | Szocialisták  |
| Emmanuel Macron          | sz. 1977  | 2017. május 14.   | Hivatalban                                  | En Marche     |

## Fordítás
- Ez a szócikk részben vagy egészben  a   French Fifth Republic című angol Wikipédia-szócikk ezen változatának fordításán alapul.  Az eredeti cikk szerkesztőit annak laptörténete sorolja fel. Ez a jelzés csupán a megfogalmazás eredetét és a szerzői jogokat jelzi, nem szolgál a cikkben szereplő információk forrásmegjelöléseként.